# وردة (سردشت)
وردة هي قرية في مقاطعة سردشت، إيران. يقدر عدد سكانها بـ 651 نسمة بحسب إحصاء 2016.